# 増淵敏之
増淵 敏之（ますぶち としゆき、1957年 - ）は、日本の地理学者。法政大学大学院政策創造研究科教授。コンテンツツーリズム学会会長、文化経済学会〈日本〉特別理事。

## 経歴
札幌市中央区狸小路生まれ。北海道札幌旭丘高等学校を経て、1981年明治大学文学部史学地理学科卒業。
1982-96年エフエム北海道勤務、1996-97年東芝EMI、1997-2007年ソニー・ミュージックエンタテインメント勤務。その間、2004年法政大学大学院社会科学研究科政策科学専攻修士課程修了、2007年東京大学大学院総合文化研究科広域科学専攻博士課程修了、「日本における音楽コンテンツ産業の集積形成と分散可能性」で学術博士の学位を取得。2007年法政大学専門職大学院客員教授。2008年法政大学大学院教授、2017年タマサート大学(タイ）客員研究員。
NPO法人Arcship理事、NPO法人氷室冴子青春文学賞実行委員会顧問、一般社団法人武将伝説顧問、一般社団法人スモールタウン・アーティスト理事、希望郷いわて文化大使、小田原市政策戦略アドバイザー、岩手県文化芸術振興審議会委員なども務める。
経済地理学、文化地理学をベースにして、コンテンツ産業の立地行動及び都市構造の変容との関係性などに関心を持っている。また音楽、映像関係などの企画、まちおこしのアドバイザーなども行っている。近年ではコンテンツツーリズム学会を発足させるなど、コンテンツツーリズム領域での活動が活発化している。南魚沼市『美女旅』『本気丼』、札幌市『札幌乙女ごはん。』、岩見沢市『氷室冴子青春文学賞』、栃木県『栃木の武将『藤原秀郷』をヒーローにする会』など地域のコンテンツ創出にも深く関わっている。

## 著書
単著
- 『物語を旅するひとびと-コンテンツ・ツーリズムとは何か―』（彩流社、2010年）
- 『欲望の音楽―「趣味」の産業化プロセス―』（法政大学出版局、2010年）
- 『物語を旅するひとびとⅡ－「ご当地ソング」の歩き方―』（彩流社、2011年）
- 『路地裏が文化を生む！：細街路とその界隈の変容』（青弓社ライブラリー、2012年）
- 『物語を旅するひとびとⅢ－コンテンツツーリズムとしての文学巡りー』（彩流社、2014年）
- 『きょうのごはんは“マンガ飯"』(with wato)（旭屋出版、2016年）
- 『おにぎりと日本人』（洋泉社、2017）
- 『ローカルコンテンツと地域再生』（水曜社、2018）※韓国で翻訳出版
- 『「湘南」の誕生～音楽とポップ・カルチャーが果たした役割』（リットーミュージック、2019年）
- 『伝説の「サロン」はいかにして生まれたのか　コミュニティという「文化装置」』（イースト・プレス、2020年）
- 『白球の「物語」を巡る旅　コンテンツツーリズムから見る野球の「聖地巡礼」』（大月書店、2021年）
- 『韓国コンテンツはなぜ世界を席巻するのか　ドラマから映画、Ｋ－ＰＯＰまで知られざる最強戦略』（徳間書店、2023年）※韓国で翻訳出版
- 『ビジネス教養としての日本文化コンテンツ講座』（徳間書店、2025年）[1]

## 参考
- 法政大学